# ۶۰۳۲ نوبل
سیارک ۶۰۳۲ (به انگلیسی: 6032 Nobel، نامگذاری:1983PY) شش هزار و سی و دومین سیارک کشف شده‌است که در ۴ اوت ۱۹۸۳ کشف شد.
قدر مطلق سیارک برابر ۱۳٫۹۰ است.